# 自治旗
自治旗为内蒙古自治区特有的民族自治地方，行政地位相当于旗，为县级行政区，但是旗的主要少數民族是蒙古族，而自治旗是非蒙古族的少數民族。目前，中国境内有三个自治旗，均位于呼伦贝尔市，分别为鄂伦春自治旗、鄂温克族自治旗和莫力达瓦达斡尔族自治旗。

## 背景
内蒙古除了蒙古族以及汉族占人口的大多数的情況下，還存在一些满族、达斡尔、鄂温克、鄂伦春、回族、朝鲜族等少数民族。
1950年代后，中华人民共和国政府在内蒙古推行蒙古族区域自治的情况下，随着民族政策的广泛宣传和深入贯彻，自治区内的鄂伦春、鄂温克、达斡尔等几个少数民族也先后提出了认定族源、族称、聚居范围和实行民族区域自治的要求。
中央统战部、国家民委对人口较少的少数民族进行社会调查、民族识别工作，内蒙古自治区相關部门用了几年的时间，对鄂伦春、鄂温克、达斡尔3个民族的情况做了全面的社会调查。查清楚了他们的族源、民族自称等方面的情况。对他们的民族历史及当时所处的社会发展阶段、经济文化、生活特点作了全面的了解和考证。
以此基础上，先后在原呼倫貝爾盟成立了鄂伦春（於成立時80%）、鄂温克（該人口比例佔32%）、达斡尔（10%）3个少数民族自治旗。。
根據中国政府的民族区域自治政策和1949年的《共同纲领》，对区内具备自治条件的少数民族实行自治。这一政策，是為了尊重和保障少数民族自主地管理本民族内部事务的权利，維持各民族平等、团结和共同繁荣的原则。

## 另見
- 自治縣（同級）
- 旗（同級）
- 自治州（呼倫貝爾市同級）
- 自治區（內蒙古自治區所在層級）